# Richard Hoepel
Richard Hoepel, alias Ricky en/of Ricardo, is een Surinaams zanger, gitarist en songwriter. Hij wordt gerekend tot de owru pukuman van Suriname en speelde en zong in verschillende bandjes, waaronder de Magic Guys, The Rhythm Makers en Names & Faces.

## Biografie
Richard Hoepel, ook bekend als Rickey/Ricky en Ricardo/Rhikardo wordt tot de owru pukuman gerekend, oftewel de vroege lichting van muzikanten uit Suriname. Bandjes waar hij in speelde, waren onder meer Magic Guys (en de voorloper Magic Beats), TryMeBeats The Rhythm Makers, '77 Combo, Torarica Combo, Names & Faces (met Ivor Mitchell) en Njun Ting.  Hij heeft liedjes geschreven en gezongen over de liefde en vaderlandsliefde.
In 1978 bracht hij een disco/kaseko-album uit met achtergrondzang van Suzie Poeder. Het verscheen bij het Surinaamse label Disco Amigo. Met het nummer Poeirie is hij te horen op de B-kant van de single Astria (1979) van Eddy Assan & T-Groep-75.
Hij vertrok in circa de jaren 1980 van Suriname naar Rotterdam. In 2012 werkte hij samen met de zangeres Judith Tilborg die een album met zijn liedjes uitbracht van zijn repertoire van circa dertig jaar eerder.